# Kakskerta kyrka
Kakskerta kyrka ligger söder om Åbo i Egentliga Finland, på ön Kakskerta, som förr var en egen kommun, men nu hör till Åbo stad. Kyrkan tillhör Evangelisk-lutherska kyrkan i Finland.
Kakskerta kyrka är idag en av tre kyrkor i Martinsförsamlingen i Åbo. Om somrarna är kyrkan vid stranden en populär vigselkyrka. Tack vare den goda akustiken ordnas också konserter i kyrkan.
Kyrksalen rymmer 200 personer. 

## Historia
Det berättas att invånarna på ön Kakskerta år 1686 fick en enorm fångst av fisk nära den strand där kyrkan idag står. Det ansåg man vara ett tecken från Gud: på den platsen skulle man bygga en kyrka. Fångsten på hundra tunnor lake såldes på torget i Åbo. Det blev grundplåten till kyrkobygget. Kungen beviljade byggtillstånd år 1693, men år av krig och missväxt plågade öborna. Den kyrkliga förvaltningen var inte heller värst entusiastisk.
Det var svårt att ta sig till moderkyrkan i S:t Karins på fastlandet. Endast vid större kyrkliga helger ordnades gudstjänster på Brinkhalls gård. Kakskertaborna vände sig åter till kungen och fick ett nytt byggtillstånd år 1764.
På 1700-talet byggde man ofta billiga kyrkor i trä, men trots kärva tider ville man ha en stenkyrka på Kakskerta. Godsägaren Henrik Johan Krey var ett viktigt stöd för kyrkobyggarna och Kakskertaborna gjorde dagsverken på kyrkobygget.
En av få stenkyrkor från 1700-talet byggdes därmed på Brinkhall gårds marker. Dit var det lätt att ta sig med kyrkbåt från andra håll i skärgården. Kyrkan invigdes i december 1769, trots att den då var halvfärdig. 
Arbetet med kyrkan färdigställdes 1770-1772 under ledning av stadsarkitekten i Åbo Christian Friedrich Schröder Gravkapellet på kyrkogården byggdes år 1831 av ättlingar till arkiatern Gabriel von Bonsdorff.